# Windrush-Skandal

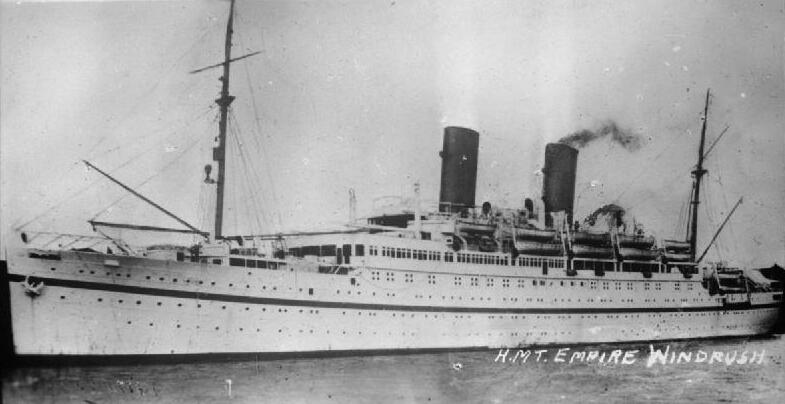
Die HMT Empire Windrush brachte die ersten Einwanderer nach Großbritannien, und nach ihr wurde diese Generation benannt

Der Windrush-Skandal ist eine politische Affäre im Vereinigten Königreich, die im Juni 2018 durch Artikel der Journalistin Amelia Gentleman in der britischen Zeitung The Guardian ausgelöst wurde. Sie deckte auf, dass Tausende seit Jahrzehnten in Großbritannien lebende Bürger aus früheren britischen Kolonien aufgrund der konservativen Einwanderungspolitik als illegale Einwanderer betrachtet wurden. Durch die Schuld der Behörden waren sie ohne gültige Aufenthaltspapiere geblieben und konnten deshalb nicht nachweisen, dass sie legal in Großbritannien lebten. Durch stete Verschärfungen der Einwanderungsgesetze verloren Tausende von ihnen etwa ihre Arbeit und ihre Wohnungen, und einige von ihnen wurden abgeschoben, obwohl sie schon seit über 50 Jahren in Großbritannien lebten und sich als britische Bürger fühlten.
2019 wurde der Fonds Windrush Compensation Scheme eingerichtet, der Entschädigungen an die Betroffenen auszahlen soll. Bis September 2021 hatten von geschätzten 15.000 potentiell Berechtigten erst weniger als 900 eine Entschädigung erhalten. Kritiker wiesen darauf hin, dass der Fonds beim Innenministerium angesiedelt sei, das für die Probleme der vermeintlich illegalen Einwanderer verantwortlich war. Zudem würden die Antragsteller respektlos behandelt, und die Behördenmitarbeiter verhielten sich ihnen gegenüber rassistisch. Gutachter forderten, den Fonds künftig von einer Nichtregierungsorganisation verwalten zu lassen.

## Hintergrund
Zwischen 1948 und 1971 kamen nach Schätzungen der University of Oxford rund 500.000 Menschen aus Ländern des Commonwealth in das Vereinigte Königreich, darunter Tausende Einwanderer aus der Karibik. Sie werden „Windrush Generation“ genannt nach dem Namen des Schiffs HMT Empire Windrush, das die ersten Einwanderer aus Jamaika, Trinidad, Tobago und anderen karibischen Inseln über den Atlantik brachte: 492 Passagiere, darunter viele Kinder auf dem Pass ihrer Eltern, kamen am 22. Juni 1948 auf diesem Schiff in Tilbury in Essex an. Über 200 Männer, die mit dem Schiff angekommen waren, wurden zunächst in Tunneln unterhalb der U-Bahn-Station Clapham South untergebracht, wo sie wie in einem „Kaninchenbau“ lebten. Im Krieg waren die Tunnel als Schutzbunker genutzt worden.

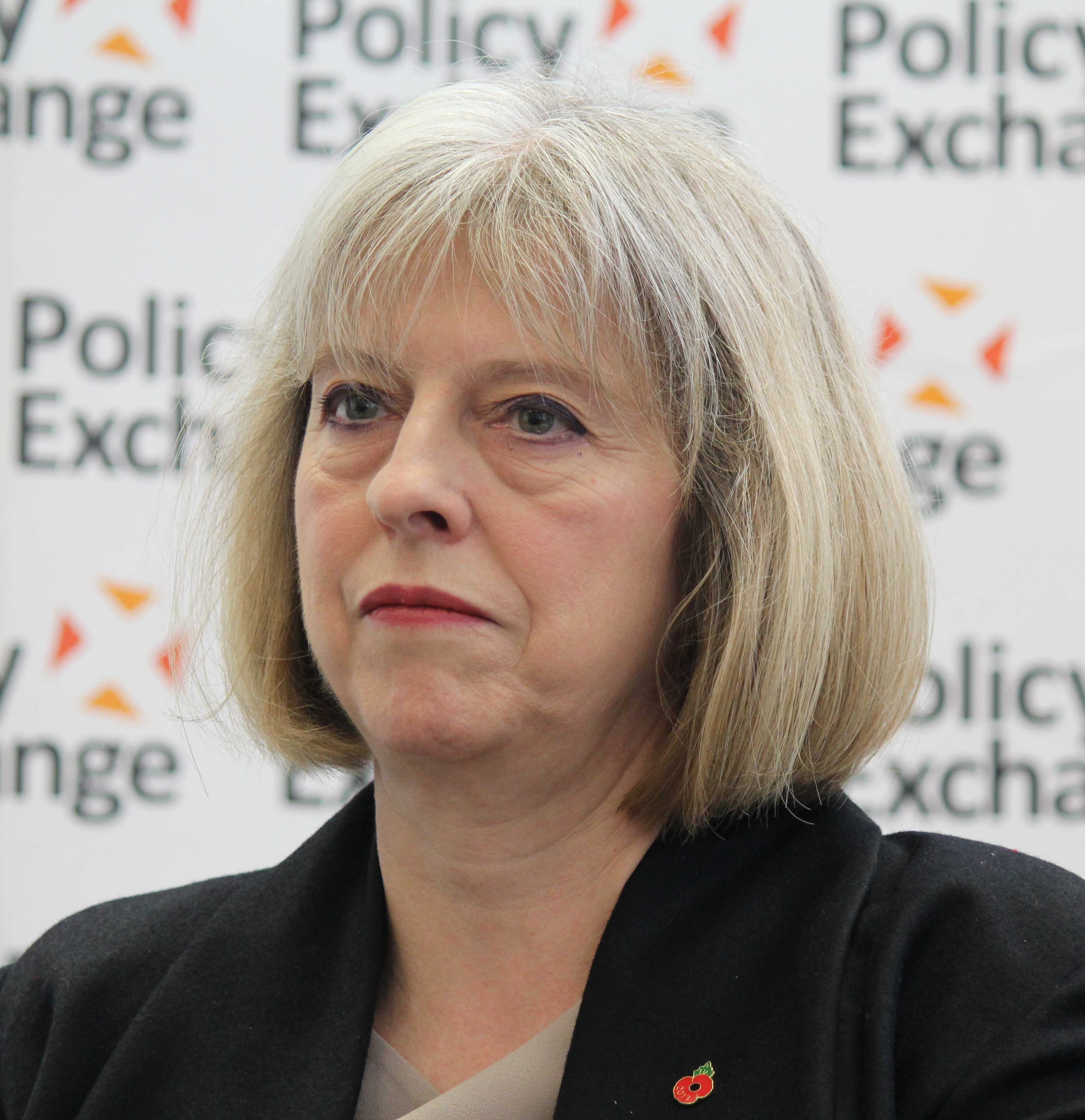
Unter Innenministerin Theresa May (hier 2013) wurden die Einwanderungsgesetze im Jahre 2012 in Großbritannien verschärft, was den Windrush-Skandal verursachte

Viele Einwanderer waren wegen des Arbeitskräftemangels in Großbritannien angeworben worden, um sich am Wiederaufbau nach dem Zweiten Weltkrieg zu beteiligen. Zu dieser Zeit waren ihre Heimatländer noch britische Kolonien, die Einwanderer galten daher fortan auf der Basis des British Nationality Act 1948 als britische Bürger. Der Zustrom endete mit dem „Immigration Act“ von 1971, der das Recht zur Übersiedlung aus den ehemaligen Kolonien nach Großbritannien einschränkte. Danach konnte sich ein im Ausland geborener britischer Passinhaber nur mit einer Arbeitserlaubnis und einem Nachweis, dass ein Elternteil oder Großelternteil im Vereinigten Königreich geboren wurde, im Vereinigten Königreich niederlassen. Commonwealth-Bürger, die bereits im Vereinigten Königreich lebten, erhielten hingegen eine unbefristete Aufenthaltsgenehmigung. Das Innenministerium in London stellte ihnen jedoch keine entsprechenden Papiere aus.
2012 wurden die Regelungen für Migranten unter der damaligen Innenministerin und späteren Premierministerin Theresa May weiter verschärft. „Das Ziel ist es, hier in Großbritannien ein wirklich feindliches Klima für illegale Migranten zu schaffen“, zitieren britische Medien immer wieder eine Aussage Mays im Parlament. Illegalen Einwanderern sollte das Leben so schwer gemacht werden, dass sie von sich aus das Land verließen: Um etwa Wohnungen zu mieten, den National Health Service zu nutzen oder um eine Arbeitsstelle zu bekommen, müssen seitdem gültige Aufenthaltspapiere vorgelegt werden. Arbeitgebern und Vermietern, die gegen die neue Regelungen verstoßen, werden Geldstrafen bis zu 10.000 £ angedroht. Das Innenministerium unter May ermunterte die Briten zudem ausdrücklich, Nachbarn zu melden, von denen man glaube, dass sie sich illegal in Großbritannien aufhielten.
Den Angehörigen der „Windrush-Generation“, inzwischen oft Kinder der ursprünglichen Einwanderer, lagen jedoch keine gültigen Papiere über ihren Aufenthaltsstatus vor, so dass sie nicht nachweisen konnten, legal in Großbritannien zu leben; dies betraf auch Menschen, die aus früheren afrikanischen Kolonien wie Ghana oder Nigeria stammten. Darüber hinaus hatte das Innenministerium 2010 die „Landekarten“ („arrival cards“) der „Windrush-Generation“ vernichten lassen, trotz der Warnungen von Einwanderungsbeamten, dass man diese noch benötigen würde. Das Einwanderungs- und Asylgesetz von 1999 hatte die langjährig in Großbritannien lebenden Bürgerinnen und Bürger aus Commonwealth-Ländern noch ausdrücklich von zwangsweisen Abschiebungen ausgenommen. Diese Bestimmung wurde aber 2014 nicht in ein neues Einwanderungsgesetz übernommen, da Commonwealth-Bürger, die vor dem 1. Januar 1973 im Vereinigten Königreich lebten, nach Ansicht eines Sprechers des Innenministeriums „angemessen vor Abschiebung geschützt“ seien.

## Der Skandal
2018 wandte sich die Rentnerin Paulette Wilson an die Zeitung Guardian. Sie war in Jamaika geboren, lebte seit über 50 Jahren in Großbritannien und hatte unter anderem als Köchin im House of Commons gearbeitet. Nun war sie als Illegale eingestuft und für eine Woche in einem Detention Center (Abschiebehaftanstalt) inhaftiert worden, und ihr wurde die Abschiebung nach Jamaika angekündigt. Nachdem der Guardian über ihren Fall berichtet hatte, meldeten sich weitere Menschen, die selbst vor rund 50 Jahren aus dem Commonwealth eingewandert oder Nachkommen solcher Einwanderer waren und nun mit ähnlichen Problemen konfrontiert wurden. Es stellte sich heraus, dass ihre Zahl in die Tausende ging. 164 von ihnen waren verhaftet, viele abgeschoben worden, oft in Länder, in denen sie noch nie gewesen waren. Andere verloren ihre Arbeit, ihre Renten, ihre Bankkonten, ihre Krankenversicherung und ihnen wurden Sozialleistungen verwehrt. Einigen wurde nach einer Reise ins Ausland die Wiedereinreise verweigert; manche wurden obdachlos.
Die Journalistin Amelia Gentleman, Ehefrau des Regierungsmitglieds Jo Johnson und Schwägerin des späteren Premierministers Boris Johnson, machte diese Vorgänge, die als „Windrush-Skandal“ bekannt wurden, im April 2018 im Guardian publik. Gentleman zeigte sich überzeugt, dass die britische Regierung die Einwanderer „mit allen Mitteln“ loswerden wolle: „Der Windrush-Skandal war kein Versehen. Er war die direkte Konsequenz einer Reihe harter politischer Maßnahmen, die die Einwanderungszahlen dadurch reduzieren sollten, dass man Leute aus Großbritannien rausschmiss, und dadurch, dass man denen, die ohne Papiere hier waren, das Leben zur Hölle machte. Konservative Minister hätten gerne, dass wir diesen Skandal als unglücklichen bürokratischen Fehler im Gedächtnis behalten [...]. Aber das war eine durchdachte Strategie.“

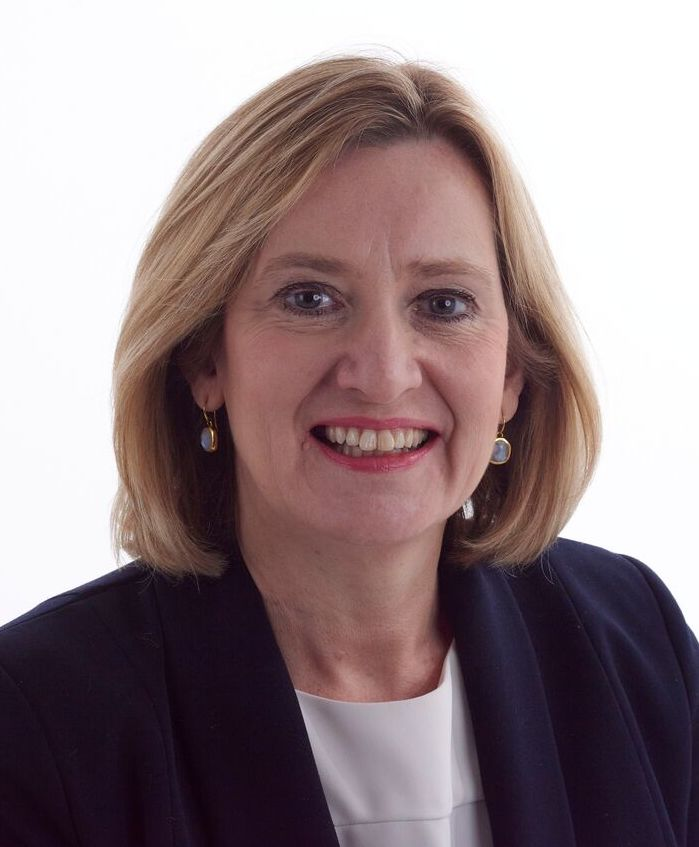
Innenministerin Amber Rudd trat 2018 im Zuge des Skandals von ihrem Amt zurück

Zeitgleich mit der Veröffentlichung von Gentlemans erstem Artikel im Guardian zu diesem Thema fand in London der Commonwealth Summit statt, bei dem die Staatschefs des Commonwealth zusammenkamen. Sie zeigten sich empört, woraufhin sich Premierministerin Theresa May dafür entschuldigte, dass Einwanderer aus diesen Ländern als Illegale behandelt worden waren. Mays Nachfolgerin als Innenministerin und enge Vertraute, Amber Rudd, musste rund zwei Wochen nach der Veröffentlichung von Gentlemans Artikeln zurücktreten, da sie in der Angelegenheit vor einem Ausschuss des House of Commons unzutreffende Angaben gemacht hatte. Abgeordnete der Labour-Partei wiesen darauf hin, dass Rudd das ausbaden müsse, was May „eingebrockt“ habe: Diese sei die eigentliche „Architektin der Krise“.
Rudds Nachfolger wurde Sajid Javid, dessen Familie in den 1960er Jahren aus Pakistan eingewandert war: „Ich dachte: Das hätte auch meinen Vater, meine Mutter, meinen Onkel und auch mich treffen können.“ Es wurde eine Task Force eingerichtet, bei der sich schon wenige Wochen später mehr als 7000 potentiell Betroffene gemeldet hatten.
Auch nach der Aufdeckung des Skandals wurden weiterhin Angehörige der Windrush generation, laut Angaben des Innenministeriums „gefährliche ausländische Kriminelle“, trotz massiver Proteste aus Großbritannien abgeschoben, so 29 Personen im Februar 2019 und im Februar 2020 weitere 28. Die nunmehrige Innenministerin Priti Patel gab im Parlament an, dass es sich dabei um verurteilte Straftäter handele. Da sie ihre Haftstrafen – nicht wenige von ihnen wegen kleinerer Delikte – bereits verbüßt hatten, sahen kritische Beobachter sie als „doppelt verdammt“ an. Obwohl aufgrund von Gerichtsentscheidungen nicht alle Menschen wie geplant abgeschoben werden konnten, betonte Premierminister Boris Johnson, dass die Abschiebungen berechtigt seien und fortgeführt werden müssten.

## Die Folgen
Die konservative Regierung unter May versprach 2018 bei der Aufklärung „Transparenz“, verweigerte aber die von Labour-Abgeordneten geforderte Veröffentlichung der diesbezüglichen Behördenkorrespondenz seit 2010. Im März 2019 legte das Public Accounts Committee (PAC), ein parteiübergreifender Ausschuss des Parlaments, einen Bericht vor, in dem das Verhalten des Innenministeriums scharf kritisiert wurde. Das Ministerium habe sich in seiner Reaktion auf die Windrush-Fälle „selbstgerecht“ gezeigt und fühle sich nicht für die Lösung der Probleme verantwortlich, die durch seine eigenen Fehler verursacht worden seien. Der Bericht betonte, das Innenministerium sei sich dessen durch Anfragen von Bürgern und Abgeordneten vor den Publikationen in den Medien bewusst gewesen. Dennoch habe es nicht reagiert und sei damit nicht seiner Pflicht nachgekommen, die Menschen im Vereinigten Königreich zu schützen. Patrick Vernon, ein Sozialaktivist jamaikanischer Herkunft, schrieb 2019 dazu: „Der Bericht [...] enthüllt ein weiteres Mal ein Versagen des Innenministeriums und die systematisch schlechte Behandlung der Windrush-Generation und ihrer Angehörigen.“ Es handele sich um „schockierende Menschenrechtsverletzungen“ und um „institutionalisierten Rassismus“. Die Journalistin Funmi Olutoye forderte in der Zeitung The Independent, dass die britisch-karibische und die britisch-afrikanische Gemeinschaft, die einander traditionell gegenseitig verachten, stärker zusammenrücken sollten, da es einen gemeinsamen Feind außerhalb der Gruppen gebe.
2019 wurde der Entschädigungsfonds Windrush Compensation Scheme eingerichtet, der beim Innenministerium angesiedelt ist. Schätzungsweise 15.000 Menschen haben Anspruch auf Entschädigung, aber bis September 2021 hatten lediglich 864 (rund fünf Prozent) von ihnen eine solche erhalten. Im Juli 2021 wurde im Parlament gefordert, die Entschädigungsbehörde vom Innenministerium zu trennen („als würde man einem Fuchs die Verantwortung für einen Hühnerstall überlassen“), da etwa die Anträge zu kompliziert seien, die Entschädigungen zu langsam ausgezahlt und zu niedrig angesetzt würden. Eine Untersuchung ergab, dass mindestens 83 Personen, die vor 1973 im Vereinigten Königreich angekommen waren, als vermeintliche Illegale abgeschoben worden waren. Einige Angehörige der Windrush-Generation waren aufgrund des herrschenden Drucks freiwillig in ihre Ursprungsländer zurückgekehrt, woraufhin ihre Renten gekürzt oder eingefroren worden seien. „Dies und die jahrzehntelange Einwanderungsgesetzgebung, die ausdrücklich darauf abzielte, die nicht-weiße Einwanderung aus dem Commonwealth zu reduzieren, zerstörte das Leben vieler schwarzer und ethnischer Minderheiten angehörender Briten“, urteilte das Joint Council for the Welfare of Immigrants (Gemeinsamer Rat für die Wohlfahrt von Zuwanderern).
Im November 2021 veröffentlichte die Nichtregierungsorganisation Justice einen Bericht von Robert Thomas, Professor für öffentliches Recht an der Universität Manchester, mit 27 Handlungsempfehlungen zur Bearbeitung der Anträge gemäß dem Windrush Compensation Scheme. Es war der inzwischen vierte Untersuchungsbericht zum Windrush-Komplex seit 2018. Thomas’ erste Empfehlung lautete, die Durchführung der Entschädigungszahlungen an eine nichtstaatliche Stelle zu übergeben, auch weil die Angehörigen der Windrush generation das Vertrauen in die Regierung verloren hätten. Die Rechtsanwältin Alexandra Ankrah, frühere Vorsitzende der Windrush Compensation Policy (Windrush-Entschädigungsprogramm), kritisierte, dass die Antragsteller nicht mit Respekt behandelt würden und es eindeutige Beweise für Rassismus bei den Behördenmitarbeitern gebe.
Nach Medienberichten kämpften noch 2025 einzelne ins Ausland deportierte Personen der Windrush-Generation um ihr Recht auf Rückkehr nach Großbritannien und ihren freien Aufenthalt dort.

## Gedenken und Erinnerung
Seit 2018 wird jährlich am 22. Juni – dem Tag, an dem die Windrush Großbritannien erreichte – der National Windrush Day begangen. Am Windrush Day 2020 sandte der damalige Thronfolger und Prinz Charles III. eine Video-Botschaft, in der er betonte, dass das Land der Windrush Generation Dankbarkeit für ihren Beitrag zur „reichen Vielfalt“ der modernen britischen Gesellschaft schulde.
Im September 2021 wurde zu Ehren der Windrush-Generation in Hackney eine Skulptur der Bildhauerin Veronica Ryan eingeweiht, die übergroße karibische Früchte darstellt. Ein weiteres Denkmal für die Windrush-Generation von Thomas J. Price wurde am National Windrush Day 2022 vor dem Rathaus von Hackney enthüllt. Im November 2021 erwarb die Tate Gallery die Wandmalerei Remain, Thriving (Bleiben, Gedeihen) der Künstlerin Njideka Akunyili Crosby, die ursprünglich an der U-Bahn-Haltestelle Brixton zu sehen war und eine karibischstämmige Familie mit mehreren Mitgliedern zeigt.
Amelia Gentleman wurde 2018 gemeinsam mit Carole Cadwalladr von der Political Studies Association als „Journalistin des Jahres“ sowie mit einem British Journalism Award ausgezeichnet. 2019 veröffentlichte sie das Buch The Windrush Betrayal: Exposing the Hostile Environment, für das sie mit dem Paul Foot Award für investigativen Journalismus ausgezeichnet wurde. Die BBC produzierte den Film Sitting In Limbo, der die wahre Geschichte eines Einwanderers erzählt, der nach 50 Jahren in Großbritannien inhaftiert wurde und nach Jamaika zurückgeschickt werden sollte. Im Januar 2022 wurde Amelia Gentleman für ihre Enthüllungen in Sachen Windrush von der Branchenpublikation Press Gazette als „Journalistin des Jahrzehnts“ ausgezeichnet.
Das auf der Basis des Buches von Amelia Gentleman entstandene Stück The Betrayal wurde im November 2021 im Londoner Union Theatre uraufgeführt.
Im Februar 2024 wurden Linien der London Overground umbenannt; die frühere East London Line von Highbury & Islington nach West Croydon wurde Windrush getauft. Von Seiten der Windrush-Generation und ihren Nachkommen gab es dafür Beifall, aber auch Kritik: Diese Namensgebung sei eine „hohle Geste“, während die Betroffenen weiterhin auf Entschädigung warteten.